# Bockalts naturreservat
Bockalts naturreservat är ett naturreservat i Halmstads kommun i Hallands län.
Området är naturskyddat sedan 2023 och är 7,8 hektar stort. Reservatet ligger öster om Oskarström och består av en sandhed.